# پپتید شبه‌گلوکاگون ۲
پپتید شبه‌گلوکاگون ۲ (انگلیسی: Glucagon-like peptide-2) یک پپتید ۳۳ آمینواسیدی است که توالی آن‌ها در انسان به‌صورت HADGSFSDEMNTILDNLAARDFINWLIQTKITD است. (اسید آمینهٔ پروتئین‌زا را ببینید).
این پروتئین در «سلول‌های ال» در دستگاه درون‌ریز روده‌ها و سلول‌های عصبی دستگاه عصبی مرکزی ساخته می‌شود. این مولکول پروتئینی و آنالوگ‌های آن ممکن است در درمان سندرم رودهٔ کوتاه، بیماری کرون و پوکی استخوان و همچنین در درمان کمکی سرطان در جریان شیمی‌درمانی به‌کار آیند. پپتید شبه‌گلوکاگون ۲ در مدل موش مبتلا به افسردگی، هنگامی که از طریق تزریق داخل بطن مغزی تجویز می‌شود، اثر ضد افسردگی دارد. با این حال، نشان داده شده است که یک مشتق پپتید شبه‌گلوکاگون ۲ (PAS-CPP-GLP-2) به‌طور مؤثری از طریق بینی به مغز منتقل می‌شود و اثربخشی مشابهی دارد.